# Орден (фильм, 1954)
«Орден» (яп. 勲章, кунсо; англ. Medals / The Grorious Days) — японский чёрно-белый фильм-драма, поставленный режиссёром Минору Сибуя в 1954 году. 

## Сюжет
Действие происходит в Японии начала 1950-х годов. Генерал-лейтенант в отставке Окабэ, его дочь Тикако и сын Кэндзи живут на подачки. Окабэ по-прежнему придерживается старых милитаристских взглядов. Возвращается из заключения военный преступник, адъютант Окабэ, Тэраи. При его поддержке Окабэ становится главой общества борьбы за перевооружение Японии. Тикако обеспокоена поступками отца, который с головой ушёл в это движение и стал настоящим тираном в семье. Чтобы добыть деньги для общества, генерал закладывает участок леса на своей родине. Кэндзи вступает в связь с женщиной лёгкого поведения и отдаёт ей орден отца. Тэраи оказывается замешанным в деле с контрабандой. Это разоблачение наносит тяжёлый удар по движению за перевооружение. Рухнули все надежды Окабэ. Тикако ушла из дома к любимому человеку. Ничего не осталось у Окабэ. И когда Кэндзи смеётся над ним, говоря, что орден — это пережиток прошлого, генерал убивает сына из пистолета и сам кончает жизнь самоубийством.

## В ролях
- Эйтаро Одзава — Юсаку Окабэ
- Кэйдзи Сада — Кэндзи
- Кёко Кагава — Тикако
- Эйдзиро Тоно — Симпэ Тэраи
- Корэя Сэнда — Дзэнгоро Мисима
- Харуко Сугимура — Ёнэ Симамура
- Эмико Адзума — Асако Комацу
- Тиэко Хигасияма — Тацуко
- Тэруко Киси — Кикуку
- Эйдзи Окада — Дзиро Монэюки
- Сёити Одзава — Канэко

## Премьеры
- — национальная премьера фильма состоялась 14 апреля 1954 года в Токио[1].

## Награды и номинации
Премия журнала «Кинэма Дзюмпо» (1955)
- Номинировался на премию за лучший фильм 1954 года, однако по результатам голосования занял лишь 8-е место.